# Akersgata
Akersgata és un carrer d'Oslo, Noruega. Conté una sèrie d'edificis importants com l'edifici del Parlament de Noruega, diversos edificis governamentals al Regjeringskvartalet, la Trefoldighetskirken (Església de la Trinitat) i el Centralteatret.